# Мартиненко Микола Володимирович
Мико́ла Володи́мирович Марти́ненко (нар. (12 січня 1961 , Світловодськ, Кіровоградська область ) — колишній український політик. Народний депутат України. Член партії «Народний фронт».

## Життєпис
Народився в сім'ї робітників. З 1978 до 1984 року навчався в Харківському авіаційному інституті за фахом інженер-механік (спеціалізація — «літакобудування»).
Після інституту 2 роки працював інженером на Київському механічному заводі (тодішня секретна назва авіабудівного конструкторського бюро ім. Антонова).
З 1986 року — на комсомольській роботі — заступник секретаря, секретар комітету комсомолу заводу, секретар Київського міського комітету ЛКСМУ.
З 1991 року займався бізнесом. У 1991–1998 роках — голова правління, президент АТ «Торговий дім», голова правління ЗАТ «Інтерпорт-Ковель».
Очолює Раду Українського центру економічних та політичних досліджень імені Олександра Разумкова — найвідомішого та найавторитетнішого в Україні недержавного аналітичного центру.

## Політика
Народний депутат України з III до VII скликань. 1998 року обраний за виборчим округом № 21 Волинської області. Явка 79.4 %, «за» 45.0 %, 17 суперників. Після виборів 1998 новообраний безпартійний парламентар увійшов до фракції НДП, був членом Комітету Верховної Ради України з питань паливно-енергетичного комплексу, ядерної політики та ядерної безпеки.
У 2002 році у Верховній Раді 4-го скликання обраний за тим самим виборчим округом № 21 Волинської області. Явка 78,3 %, «за» 42,87 %, 9 суперників. Став членом фракції «Наша Україна» і був обраний першим заступником голови вже знайомого йому Комітету з питань ПЕК. Пізніше очолив «нашоукраїнську» депутатську групу «Разом», депутати якої брали участь у фінансуванні блоку «НУ» і виборчої кампанії Віктора Ющенка.
На виборах Президента 2004 року був заступником керівника виборчої кампанії Віктора Ющенка, входив до його найближчого оточення. Є інформація, що під час помаранчевої революції брав участь у фінансуванні Майдану. Був членом Комітету національного порятунку. У березні 2005 року очолив парламентську фракцію «Наша Україна» (після обрання Віктора Ющенка Президентом України) і залишався її керівником до кінця скликання.
На виборах 2006 року Микола Мартиненко — член президії пропрезидентської партії Народний Союз «Наша Україна» (НСНУ), голова Київської міської партійної організації — пройшов до парламенту під № 21 списку «Нашої України». Очолив паливно-енергетичний Комітет. Місце голови фракції (і лідера партії) тоді зайняв В'ячеслав Кириленко. 14 червня 2007 достроково припинив свої повноваження під час масового складення мандатів депутатами-опозиціонерами з метою проведення позачергових виборів до Верховної Ради України.
Народний депутат України 6-го скликання з 23 листопада 2007 від Блоку «Наша Україна — Народна самооборона» (НУНС), № 21 списку. Другий раз зайняв пост голови Комітету Верховної Ради України з питань ПЕК. 16 січня 2009 очолив фракцію НУНС (після відставки В'ячеслава Кириленка).
Влітку 2009 року вийшов з партії на знак протесту проти руйнування «Нашої України» Віктором Ющенком та дискредитації ним демократичних цінностей, а разом з ним — кістяк Київської міської організації «Нашої України».
8 вересня 2011 року вступив до партії «Фронт Змін». Входить до Ради партії. Виконуючи виборче законодавство, тимчасово призупинив членство у «Фронті змін».
28 жовтня 2012 року обраний народним депутатом України 7-го скликання за списком ВО «Батьківщина». Втретє став главою паливно-енергетичного Комітету Верховної Ради України.

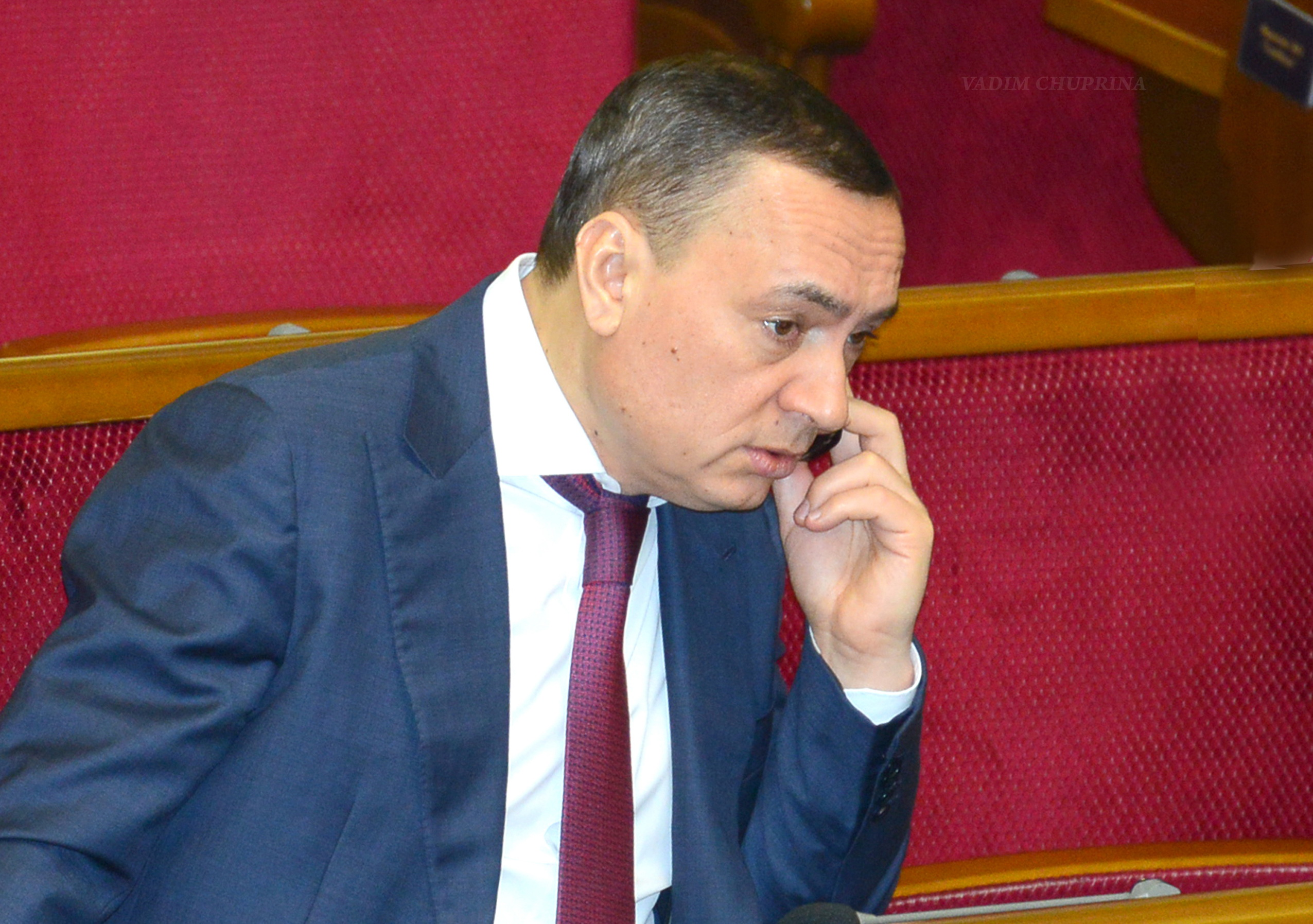
ВРУ, 2013

На позачергових виборах до Верховної ради 2014 року обраний народним депутатом України 8-го скликання за партійним списком (№ 14 у списку) від Народного фронту.
Спеціалізується на енергетиці. У Верховній Раді України 5-го, 6-го та 7-го скликань — голова Комітету з питань ПЕК, ядерної політики та ядерної безпеки. Під керівництвом Миколи Мартиненка профільний комітет активно створює законодавчу базу для розвитку та реформування української енергетики. Зокрема, були розроблені і прийняті закони, які дали поштовх стимулюванню заходів із енергозбереження та енергоефективності.
У 2016 році добровільно відмовився від депутатського мандату у зв'язку зі скандалом навколо розслідування, яке проводить Національне Антикорупційне бюро України щодо його можливої причетності до корупції.

## Розслідування

Країни, де проти Мартиненка порушені кримінальні справи

У федеральній прокуратурі Швейцарії з 2013 року розслідувалася кримінальна справа проти Мартиненка за підозрою у хабарництві і відмиванні грошей. Йшлося про 30 млн швейцарських франків, на рахунках Мартиненка у Швейцарії було заморожено хабарі від чеської компанії Skoda SA за сприяння в отриманні контрактів на Хмельницькій АЕС.
У прокуратурі Чехії також розслідується кримінальна справа проти Миколи Мартиненка.
20 квітня 2017 року НАБУ повідомило про підозру Мартиненку в розтраті коштів державного підприємства «Східний гірничо-збагачувальний комбінат» (Жовті Води, Дніпропетровська область). Того ж дня Мартиненка затримали детективи НАБУ.
17 січня 2017 р. суд зобов'язав НАБУ упродовж 10 днів закрити так звану «справу Мартиненка» але, на думку захисту Мартиненка, НАБУ пішло на безпрецедентний крок  — вирішило незаконно оскаржити рішення суду, яке ґрунтується на практиці Європейського суду з прав людини, є остаточним та оскарженню не підлягає
30 березня 2017 Мартиненко звернувся до ВРУ, Президента та послів «Великої сімки» і Євросоюзу в Україні щодо «політичного переслідування, грубих порушень закону та презумпції невинуватості» щодо нього з боку Національного антикорупційного бюро України. Мартиненко нагадав, що в 2015 р. він добровільно склав повноваження народного депутата України та відмовився від депутатського імунітету. «За 15 місяців детективи НАБУ з'ясували: немає жодних доказів моєї протиправної діяльності. Однак Артем Ситник і Гізо Углава не полишають намірів фальсифікувати звинувачення на мою адресу. На жаль, керівники НАБУ керуються не законом, а політичними мотивами, прагненням власного піару та особистої помсти».
22 квітня Солом'янський райсуд Києва відпустив Мартиненка на поруки трьох міністрів та 18 народних депутатів з фракції «Народний фронт». 3 травня Мартиненко заявив, що керівники НАБУ Артем Ситник і Гізо Углава працюють на дострокові вибори парламенту для Міхеїла Саакашвілі.
7 червня Мартиненко публічно звернувся до директора НАБУ Артема Ситника з проханням направити обвинувальний вирок до суду для розгляду по суті та припинити фабрикувати справи проти нього і піаритись на згадках його імені.
6 грудня 2017 року Солом'янський районний суд Києва скасував зобов'язання Мартиненка здати закордонні паспорти. «Відповідно до рішення суду, Мартиненко може забрати свої закордонні паспорти й виїжджати за кордон», — сказав його адвокат Петро Бойко.
19 грудня 2019 року швейцарську справу Мартиненка було передано суду. Його захист заявив, що це відбулось під тиском адвокатів, а зволікання швейцарського прокурора Кьолі пояснили відсутністю доказів та бажанням перенести тягар доведення у суді на українські САП, НАБУ та український суд. Швейцарська справа стосується відмивання 2,8 млн євро відкотів за контрактами «Енергоатому» з чеським виробником обладнання для атомних електростанцій Skoda. Другим підозрюваним у справі проходить права рука Мартиненка — Павло Скаленко.
26 червня 2020 року Федеральний кримінальний суд Швейцарії визнав Мартиненка винним у відмиванні 2,8 млн євро через швейцарську фінансову систему в складі злочинного угруповання і оголосив покарання у вигляді 28 місяців ув'язнення, 12 з яких — «безумовного відбування». Сам Мартиненко заявив, що рішення суду не набрало чинності і було оскаржено ним в апеляції, і що за швейцарським законодавством він вважається невинуватим і незасудженим, доки не пройдені всі судові інстанції.
28 липня 2022 року Мартиненко отримав другу підозру в хабарництві, що стосувалося справи 2017 року, а саме розкрадання коштів з держпідприємств СхідГЗК і «Енергоатом» на суму 6,4 млн євро та $17,2 млн.
28 червня 2024 року Апеляційна палата Федерального кримінального суду Швейцарії виправдала Мартиненка за звинуваченням у відмиванні грошей на території Чехії та України.

## Сім'я
Одружений, має чотири доньки.

## Нагороди та державні ранги
- Орден Святого князя Володимира I ступеня (УПЦ МП)

## Інше
Захоплюється читанням, любить активний відпочинок.